# كورنيا ساندي
كورنيا ساندي (بالإندونيسية: Kurnia Sandy) هو لاعب كرة قدم إندونيسي في مركز حراسة المرمى، ولد في 24 أغسطس 1975 في سمارانغ في إندونيسيا. شارك مع منتخب إندونيسيا لكرة القدم. أما مع النوادي، فقد لعب مع نادي آريما كرونوس ونادي سامبدوريا.

## وصلات خارجية
- كورنيا ساندي على موقع قاعدة بيانات كرة القدم.إي يو (الإنجليزية)
- كورنيا ساندي على موقع ناشيونال فوتبول تيمز (الإنجليزية)